# Rhinotropis maravillasensis
Rhinotropis maravillasensis är en jungfrulinsväxtart som först beskrevs av Donovan Stewart Correll, och fick sitt nu gällande namn av J.R.Abbott. Rhinotropis maravillasensis ingår i släktet Rhinotropis och familjen jungfrulinsväxter. Inga underarter finns listade i Catalogue of Life.